# Wizet
Wizet er et sydkoreansk firma, der blandt meget andet har oprettet det succesfulde MapleStory, der har over 50 millioner spillere verden over.